# Bjørn Dæhlie
Bjørn Erlend Dæhlie, född 19 juni 1967 i Elverum i Norge, är en norsk före detta längdskidåkare. Han skördade stora internationella framgångar under 1990-talet med åtta OS-guld och fyra OS-silver samt totalt 17 VM-medaljer varav nio guld. Dæhlies OS-facit gör honom till den tredje mest framgångsrika vinteridrottaren i OS-historien efter Marit Bjørgen och Ole Einar Bjørndalen. Med sina 46 vinstlopp var Dæhlie också den mest segerrika skidåkaren genom tiderna i längdåkningens världscup, inntill han passerades av Marit Bjørgen 19 november 2011.
Bjørn Dæhlie slog igenom 1989 och slutade efter säsongen 2000/2001  efter skadeproblem orsakade av en olycka när han åkte rullskidor.
Han har även ett klädmärke.
Bjørn Dæhlie fick Fearnleys olympiske ærespris 1992, Aftenpostens guldmedalj 1997 och Norska sportjournalisternas statyett 1995 och 1998, samt Holmenkollenmedaljen 1997. Han tilldelades Holmenkollenmedaljen tillsammans med Bjarte Engen Vik utan att ha vunnit i Holmenkollen, liksom till exempel Bengt Eriksson.